# Заболотский сельсовет (Минская область)
Забо́лотский сельсове́т (бел. Заболоцкі сельсавет) — административная единица на территории Смолевичского района Минской области Республики Беларусь. Административный центр — агрогородок Заболотье.

## География
Заболотский сельсовет расположен в 5 км на юго-запад от г. Смолевичи и 36 км от г. Минска по автомобильной дороге Смолевичи – Самохваловичи.
Граничит с Драчковским, Озерицко-Слободским, Пекалинским сельсоветами и г. Смолевичи.

## Состав
Заболотский сельсовет включает 12 населённых пунктов:
- Гончаровка — деревня.
- Дубровка — деревня.
- Заболотье — агрогородок.
- Загорье — деревня.
- Мостище — деревня.
- Николаевичи  — деревня.
- Орешники — деревня.
- Подыгрушье — деревня.
- Смольница — деревня.
- Станок-Водица — деревня.
- Старина — деревня.
- Черниковщина — деревня.